# Elizabeth Brumfiel
Elizabeth M. Brumfiel (nacida como Elizabeth Stern; 10 de marzo de 1945-1 de enero de 2012) fue una arqueóloga estadounidense que enseñó en la Universidad Northwestern y en el Albion College. Fue presidenta de la Asociación Estadounidense de Antropología.

## Infancia y educación
Nació en Chicago, Illinois y asistió a la escuela secundaria del municipio de Evanston. Participó como voluntaria del Cuerpo de Paz en La Paz, Bolivia en 1966-1967. Obtuvo su BA y Ph.D. grados en antropología de la Universidad de Míchigan en 1965 y 1976 respectivamente y en 1969 obtuvo su maestría en el mismo campo de la Universidad de California en Los Ángeles.

## Carrera
Fue voluntaria del Cuerpo de Paz de 1966 a 1967 y hasta 1968 se desempeñó como asistente de investigación en el Centro de Planificación de la Población de la Universidad de Míchigan. De 1970 a 1977, se desempeñó como profesora en el Departamento de Sociología y Antropología de la Universidad de Míchigan Oriental y entre 1971 y 1972 fue profesora en el Departamento de Antropología de la Universidad de Míchigan. Luego se mudó a Albion, donde se convirtió en profesora asistente en el Departamento de Antropología y Sociología de Albion College y después de trabajar como directora del departamento fue ascendida a profesora asistente, desempeñándose como tal de 1985 a 1989. Fue ascendida a profesora en 1989 en el mismo departamento de la misma institución, y en 1996 se convirtió en John S. Ludington, Profesor Dotado.

## Investigación
Las publicaciones de Brumfiel se centraron en el género, la economía política y la relación entre estas áreas de estudio. También trabajó para mostrar cómo la arqueología, como disciplina académica, está conectada con otros campos de la antropología y con otras disciplinas como los estudios de género y las ciencias políticas. Realizó un proyecto arqueológico en el sitio de Xaltocan en México a partir de 1987. Antes de eso, participó con Richard Blanton en Monte Albán en México y dirigió investigaciones en los sitios mexicanos de Xico y Texcoco de Mora.
Fue una de las primeras estudiosas en examinar el papel de la mujer en la cultura azteca a través de sus interacciones. Estudió cómo evolucionaron estas interacciones con el tiempo a través de los métodos de preparación de alimentos y la fabricación de textiles. “Los arqueólogos mexicanos la respetaban mucho”, dijo Gabriela Vargas-Cetina, profesora de antropología en la Universidad Autónoma de Yucatán, en Mérida, México. Brumfiel también formó parte de los consejos editoriales de Latin American Antiquity y Ancient Mesoamerica y fue editora asesora de Current Anthropology. Ayudó a fundar el Consejo Mundial de Asociaciones Antropológicas y mantuvo fuertes puntos de vista feministas y liberales. De 2000 a 2002, fue una profesora distinguida en Sigma Xi y luego enseñó en Albion College en Míchigan durante 25 años antes de unirse a Universidad del Noroeste en 2003. Fue presidenta de la Asociación Estadounidense de Antropología de 2003 a 2005.
En 2006, el autor conservador David Horowitz la incluyó entre los profesores más peligrosos en su libro "Los profesores: los 101 académicos más peligrosos de Estados Unidos" debido a su fuerte voz sobre la justicia social y los derechos humanos. En 2007, fue honrada con el Premio Eagle Warrior y de 2008 a 2009 se desempeñó como curadora principal de "El mundo azteca" en el Museo Field de Historia Natural en Chicago, Illinois.

## Vida personal y fallecimiento
Antes de su muerte por cáncer en el hospicio de Skokie, Illinois en 2012, Brumfiel estaba casada con Vincent, y tenía un hijo con él, Geoffrey.

## Obras

### Volúmenes editados
- 2003 Factional Competition and Political Development in the New World (John W. Fox, co-editor) Cambridge University Press.
- 2005 La Producción Local y el Poder en el Xaltocan Posclásico – Production and Power at Postclassic Xaltocan Instituto Nacional De Antropología e Historia
- 2008 Specialization, Exchange and Complex Societies (Timothy K. Earle, co-editor) Cambridge University Press.
- 2008 The Aztec World (Gary M. Feinman, co-editor) Abrams.
- 2010 Gender, Households, and Society: Unraveling the Threads of the Past and the Present (Cynthia Robin, co-editor) Wiley-Blackwell.
- Alien bodies, everyday people, and internal spaces: Embodiment, figurines and social discourse in Postclassic Mexico (with Lisa Overholtzer). In C. Halperin, K. Faust, and R. Taube, eds.
- Mesoamerica. In The Oxford Handbook of Archaeology, C. Gosden and B. Cunliffe, eds. Oxford: Oxford University Press.

### Artículos
- "Gender, Cloth, Continuity and Change: Fabricating Unity in Anthropology". American Anthropologist 108:861–877.
- "Methods in Feminist and Gender Archaeology: A Feeling for Difference—and Likeness". In The Handbook of Gender in Archaeology, S.M. Nelson, ed., pp. 31–58. Walnut Creek, CA: Altamira. 2006
- Opting In and Opting Out: Tula, Cholula, and Xaltocan. In Settlement and Subsistence in Early Civilizations: Essays reflecting the contributions of Jeffrey R. Parsons, R.E. Blanton and M.H. Parsons, eds, pp. 63–88. Los Angeles: Cotsen Institute of Archaeology, University of California, Los Angeles.20. 2005.
- "Materiality, Feasts, and Figured Worlds in Aztec Mexico". In Rethinking Materiality, E. DeMarrais, C. Gosden, and C. Renfrew, eds., pp. 225–237. Cambridge: McDonald Institute for Archaeological Research. 2005.